# Star Force (1984)
Star Force (スターフォース Sutā Fōsu?), lanzado en Norteamérica por Video Ware en máquinas arcade como Mega Force, es un juego de disparos de progresión vertical publicado en 1984 por Tehkan.

## Jugabilidad
En el juego, el usuario controla una nave espacial llamada «Final Star», a medida que dispara y destruye a enemigos y edificios para ganar puntos.
A diferencia de los otros juegos de su categoría, como Twin Cobra de Toaplan, el armamento de la Final Star solo tiene dos niveles y no consta de armas ni ataques secundarios, como misiles o bombas. Cada fase del juego comparte nombre con las letras del alfabeto griego. En algunas versiones del juego hay niveles adicionales llamados «Infinito» (representados por el símbolo del infinito) que suceden tras la fase «Omega», en las que el juego se prolonga indefinidamente.
En la versión de NES, tras superar el objetivo de Omega, el jugador ve una pantalla en negro con el logo de Tecmo, anunciando el lanzamiento de la secuela Super Star Force. Tras esa pantalla se inicia el nivel Infinito sin progresión de dificultad.

## Recepción
En Japón, Game Machine dijo de Star Force en su artículo del 1 de diciembre de 1984 que constituía uno de los 14 juegos arcade más exitosos de esos tiempos.

## Legado

### Secuelas
- Super Star Force: Jikūreki no Himitsu, lanzado en 1986 por su realizador original Tecmo en la consola Nintendo Famicom.
- Final Star Force, lanzado en 1992 para máquinas arcade.

### Versiones portadas y lanzamientos relacionados
Star Force se desarrolló y publicó en 1985 de la mano de Hudson Soft para MSX y Family Computer (Famicom) en Japón. La versión norteamericana de Nintendo Entertainment System (NES) se publicó en 1987 por Tecmo. Siendo esta versión de NES la misma que hizo Hudson para Famicom en Japón, con modificaciones gráficas, de sonido, controles y mayor dificultad realizadas por Tecmo. A pesar de que la versión arcade en EE. UU. se titulase originalmente Mega Force, Tecmo decidió lanzar la versión de NES bajo su título original: Star Force.
Star Force también se portó a SG-1000 por Sega, X68000 por Dempa Shimbunsha y dispositivos móviles por Tecmo.
En 1995, junto a otros dos juegos de disparos de NES, la versión de Star Force para Famicom recibió una remasterización por Hudson Soft con mejoras para la Super Famicom como parte de su lanzamiento exclusivo en Japón de Caravan Shooting Collection. La misma versión se incluyó posteriormente en la recopilación de Hudson para NES en 2006, llamada Hudson Best Collection Vol. 5.
La versión arcade original se añadió posteriormente al recopilatorio llamado Tecmo Classic Arcade, que salió para Xbox. En 2009, la versión arcade se publicó para ser descargada en la Consola Virtual de Wii por 500 puntos Wii como una de las promociones iniciales de la categoría Arcade de Consola virtual del Canal Tienda Wii (los otros tres fueron Gaplus, Mappy y The Tower of Druaga de Namco).

### Star Soldier
En 1986, Hudson Soft publicó el juego Star Soldier, que se consideró sucesor espiritual de Star Force. Este juego tuvo numerosas secuelas.